# Kanton Argelès-sur-Mer

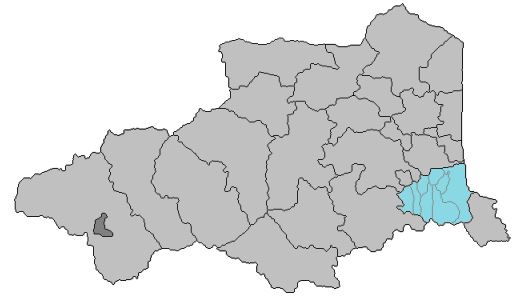
Lage im Département Pyrénées-Orientales

Der Kanton Argelès-sur-Mer war von 1790 bis 2015 ein französischer Wahlkreis im Arrondissement Céret, im Département Pyrénées-Orientales und in der Region Languedoc-Roussillon. Sein Hauptort war Argelès-sur-Mer.
Der Kanton war 185,52 km² groß und hatte 26.876 Einwohner (Stand 1. Januar 2012).

## Gemeinden
Der Kanton bestand aus acht Gemeinden:
| Gemeinde                  | Einwohner Jahr | Fläche km² | Bevölkerungsdichte | Code INSEE | Postleitzahl |
| ------------------------- | -------------- | ---------- | ------------------ | ---------- | ------------ |
| Argelès-sur-Mer           | 9.914 (2013)   | 58,67      | 169 Einw./km²      | 66008      | 66700        |
| Laroque-des-Albères       | 2.148 (2013)   | 20,51      | 105 Einw./km²      | 66093      | 66740        |
| Montesquieu-des-Albères   | 1.207 (2013)   | 17,06      | 71 Einw./km²       | 66115      | 66740        |
| Palau-del-Vidre           | 3.153 (2013)   | 10,41      | 303 Einw./km²      | 66133      | 66690        |
| Saint-André               | 3.288 (2013)   | 9,73       | 338 Einw./km²      | 66168      | 66690        |
| Saint-Génis-des-Fontaines | 2.752 (2013)   | 9,9        | 278 Einw./km²      | 66175      | 66740        |
| Sorède                    | 3.107 (2013)   | 34,54      | 90 Einw./km²       | 66196      | 66740        |
| Villelongue-dels-Monts    | 1.545 (2013)   | 11,55      | 134 Einw./km²      | 66225      | 66740        |

## Bevölkerungsentwicklung
| 1962 | 1968   | 1975   | 1982   | 1990   | 1999   | 2009   |
| ---- | ------ | ------ | ------ | ------ | ------ | ------ |
| 9458 | 10.982 | 11.957 | 14.758 | 18.311 | 22.625 | 26.118 |